# Henry A. Wise
Henry Alexander Wise (n. 3 de diciembre de 1806 – f. 12 de septiembre de 1876) fue un congresista estadounidense y gobernador del Estado de Virginia. También fue general del ejército de los Estados Confederados durante la Guerra de secesión y embajador de los Estados Unidos en Brasil desde 1844 hasta 1847, durante la presidencia de John Tyler.

## Biografía
Wise nació en Drummondtown en el condado de Accomack (Virginia), del matrimonio formado por el mayor John Wise y su segunda esposa, Sarah Corbin Cropper. Tuvo un tutor privado hasta los 12 años, edad en la que entró en la Margaret Academy. Se graduó en el Washington College (hoy Washington & Jefferson College) en 1825. Fue miembro de la Sociedad Literaria de la Unión de su universidad.
Tras asistir a la Facultad de Derecho de Winchester, dirigida por Henry St. George Tucker, se colegió en 1828, y ese mismo año se instaló en Nashville, Tennessee para abrir un bufete. En 1830 regresó al condado de Accomac.

### Matrimonios y familia
Wise tuvo tres esposas. En 1828 se casó con Anne Jennings, que falleció en un incendio en 1837 junto a uno de los hijos de la pareja, dejando a Henry con dos hijos y dos hijas.
Wise se casó por segunda vez en noviembre de 1840 con Sarah Sergeant, hija del congresista John Sergeant y Margaretta Watmough de Filadelfia. Sarah tuvo al menos cinco hijos, y murió tras su último parto, el 14 de octubre de 1850.
En diecinueve años de matrimonio con sus dos primeras esposas, Wise fue padre de catorce hijos, de los cuales siete sobrevivieron hasta la edad adulta.
Henry se casó por tercera vez con Mary Elizabeth Lyons en 1853. En 1860, tras dejar su puesto de gobernador, Wise se instaló con María y sus hijos menores en Rolleston, cerca de Norfolk (Virginia).
Cuando Wise se enroló en el ejército confederado en 1862, su familia abandonó Rollerston, ya que Norfolk estaba siendo ocupado por las tropas de la Unión. La familia se instaló en Rocky Mount hasta el final de la guerra civil, cuando se trasladaron a Richmond, donde Wise continuó con su carrera.

### Carrera política
Henry A. Wise formó parte del Congreso de los Estados Unidos desde 1833 hasta 1844. Fue elegido congresista en 1832 como demócrata jacksoniano (tras esta primera elección, se batió en duelo con su competidor por el escaño). Fue reelegido en 1834, pero se distanció de la administración Jackson por el cambio de permisos al Banco de Estados Unidos. Wise se convirtió en Whig, pero siguió teniendo el apoyo de sus electores. Como whig fue reelegido en 1836, 1838 y 1840.
Wise fue muy activo en la elección de John Tyler como vicepresidente, y cuando ocupó la presidencia a la muerte de Harrison, Wise se convirtió en uno de sus hombres de confianza. Fue reelegido como demócrata Tyler en 1843.
Desde 1843 hasta 1847 Wise fue el embajador de los Estados Unidos en Brasil. En Río de Janeiro nacerían dos de sus hijos.
Después de su regreso a los Estados Unidos, Wise vuelve con el Partido Demócrata. En 1855, fue elegido gobernador de Virginia. Wise apoyó la anexión de Texas por los Estados Unidos. Uno de sus últimos actos oficiales como gobernador fue firmar la orden de ejecución de John Brown.
Como miembro de la Convención de la secesión de Virginia de 1861, Wise apoyaba su secesión inmediata. El 17 de abril, los delegados debatieron la secesión, Wise declaró que había ordenado a milicianos virginianos apoderarse del Arsenal de Harpers Ferry y los astilleros navales, en Norfolk, aunque estas acciones no estaban sancionadas por el gobernador Letcher ni por el alto mando de la milicia.

### Ejército Confederado
A pesar de no tener entrenamiento militar oficial, Wise fue nombrado general de brigada en el Ejército de los Estados Confederados debido a su destacado perfil de partidario de la secesión. En el verano de 1861, Wise y el General de Brigada John B. Floyd comenzaron una pugna sobre quién era el oficial superior en la región oeste de Virginia. En el momento más álgido de la pelea, el general Floyd culpó a Wise de la derrota confederada en la Batalla de Carnifex Ferry, afirmando que Wise se negó a acudir en su ayuda. La disputa no se resolvió hasta que el delegado de Virginia, Mason Mathews, cuyo hijo Alexander F. Mathews era ayudante de campo de Wise, pasó varios días en los campamentos de Wise y Floyd. Más tarde, escribió al presidente Jefferson Davis instando a que retirase el mando a ambos hombres. Posteriormente Davis cesó a Wise en el mando de Virginia occidental.
En 1862 Wise estuvo al mando de una brigada en el distrito de la isla Roanoke, que estaba amenazada por las fuerzas navales de la Unión. Aunque una pleuresía le impidió estar presente en la Batalla de la isla de Roanoke, su papel en la decisión de ceder la isla provocó la ira de algunos de los líderes del gobierno confederado. Él, por su parte, se quejó de la escasez de efectivos para la defensa de la isla.
Sus fuerzas se unieron a la división del mayor general Theophilus H. Holmes durante la batallas de los Siete Días, y durante el resto de 1862 y 1863, ocupó diversos puestos de mando en Carolina del Norte y Virginia.
En 1864 Wise mandó una brigada en el departamento de Carolina del Norte y el sur de Virginia. Su brigada defendió Petersburg y se le atribuye haber salvado la ciudad en la primera batalla de Petersburg y hasta cierto punto en la segunda batalla de Petersburg. Wise mandó una brigada del Ejército de Virginia del Norte durante las etapas finales del sitio de Petersburg. Fue ascendido al rango de General de División después de la Batalla de la cala de Sayler. Él estaba con Robert E. Lee en Appomattox Court House, donde luchó valientemente, pero instó a Lee a rendirse.

## Vida tras la Guerra Civil

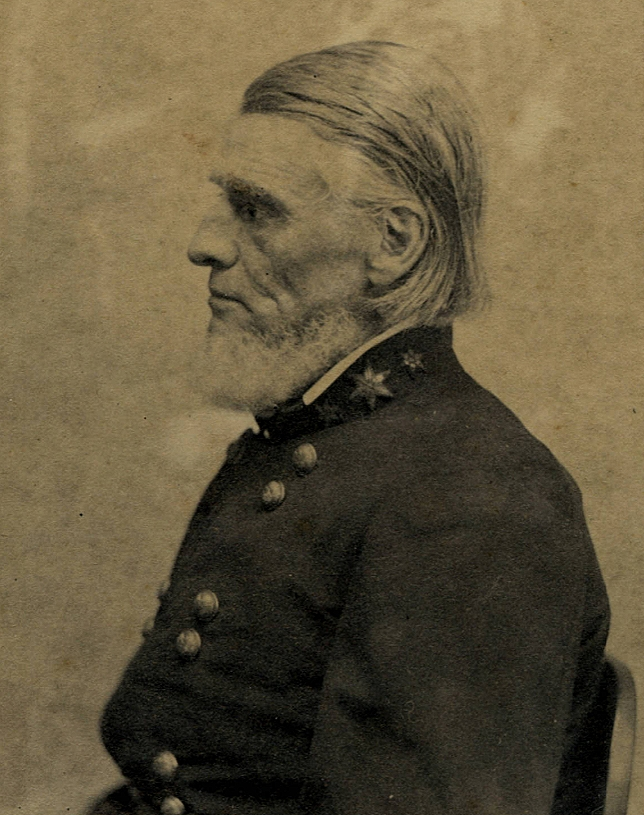
Retrato de Henry A. Wise.

Durante el resto de su vida, Wise se dedicó a las leyes. reclamo su finca de Norfolk, pero le fue denegada, ya que había sido expropiada junto con otras plantaciones con el fin de establecer escuelas para los esclavos emancipados y sus hijos. Se cree que en Rolleston recibieron clases unos doscientos libertos. A cambio, se le concedió una finca en las montañas de Virginia.
Además de seguir con su carrera de abogado, Wise escribió un libro sobre sus años de servicio público titulado Seven Decades of the Union (1872).
Wise murió en 1876 y fue enterrado en el cementerio Hollywood de Richmond.